# Сантанико Пандемониум
Сантанико Пандемониум (англ. Santanico Pandemonium) — персонаж серии фильмов «От заката до рассвета», впервые появился в первом фильме, её роль исполнила актриса Сальма Хайек. Несмотря на не очень большие сборы в кинотеатрах, фильм стал культовым — отчасти благодаря сценам с участием Хайек.

## История
Как показано в третьей части, она родилась в 1894 году в Мексике от связи смертного и королевы вампиров Кикслы. Долгое время она жила со своим жестоким отцом, который её ненавидел, из-за происхождения. В 1913 году она была похищена местным бандитом Джонни Мадридом, который сбежал с собственной казни. Вскоре Джонни, похищенная Эсмеральда и сообщники Джонни укрываются в таверне, которая на деле оказывается осиным гнездом вампиров, но вместе с тем там властвует мать Эсмеральды. В ходе сюжета некоторые персонажи гибнут, а Эсмеральду, Амброза Бирса, Джонни, Рис и отца Эсмеральды берут в плен. Вампиры превращают Эсмеральду в себе подобную, после чего она сама превращает отца в вампира. Последнему удаётся убить Кикслу и помочь Бирсу и Джонни выбраться из окружения и убежать. Роль Сантанико исполнила американо-мексиканская актриса Арасели Вальдес. В режиссёрской версии фильма также есть сцена, в которой Сантанико сидит на коленях уставшего с дороги байкера. Смотря на него, она открывает рот и впивается в него высасывающим кровь змееподобным органом. Далее по хронологии событий следует считать первую часть, в которой вампирша уже носит имя Сантанико Пандемониум и является главной достопримечательностью придорожного заведения Titty Twister. После её выступления в зале возникает потасовка местных с братьями Гекко. Возбуждённая от жажды крови Сантанико принимает форму вампира и кусает Ричи, после чего её убивает Сет.
Альтернативная версия сыграна Эйсой Гонсалес в телесериале «От заката до рассвета», в котором история Сантанико изменена. Согласно сериалу, Сантанико — ацтекская девушка, которую прокляли соплеменники из-за того, что та взбунтовалась против их кровавых ритуалов. Здесь она является положительным персонажем.

## Образ

### Создание персонажа
Имя Сантанико Пандемониум является сценическим псевдонимом персонажа, настоящее её имя Эсмеральда. Псевдоним позаимствован из нансплуатационного мексиканского фильма Satánico pandemonium. Эсмеральда — стриптизёрша, а также владелица ночного клуба «Titty Twister». В представлении импресарио клуба: «Королева тьмы, Богиня зла, самая жестокая губительница душ, которую носила земля». Как и все вампиры из мира «От заката до рассвета», в своей боевой форме Сантанико похожа на рептилиеподобного гуманоида. На представлениях она появляется в купальнике, усыпанном блестящими камнями. Пикантности её образу придало то, что тело актрисы обвивала живая змея. Интересный факт — у Сальмы Хайек герпетофобия, боязнь змей; на съёмках фильма актриса, как утверждают СМИ, через силу заставляла себя танцевать со змеёй. При этом сам танец — чистая импровизация актрисы. Роберт Родригес в своём интервью рассказал, что образ Сантанико и вампиров из фильма навеян змееподобными существами из ацтекской мифологии, а также культом крови в культуре майя. В мифологии ацтеков же существовала черепоголовая богиня, обвитая змеями.

### Отзывы и критика
Сантанико Пандемониум в исполнении Сальмы Хайек получила положительные отзывы со стороны критиков и зрителей. В 2012 году журнал «Empire» опубликовал рейтинг самых сексуальных киногероинь, в числе которых была Сантанико, занявшая 15 место из 25-ти. В 2011 году в рейтинге интернет издания FashionTime «Топ-10: лучшие герои Роберта Родригеса» Сантанико заняла 3-е место. В преддверии Хеллоуина 2009 года компания «Pearl & Dean» провела опрос по определению лучшего вампира в кино. Сантанико в исполнении Сальмы Хайек заняла 8-е место.
По отзывам большинства статей, чувственный танец, исполненный Сальмой Хайек, стал одной из самых запоминающихся сцен фильма «От заката до рассвета». В рейтинге журнала Playboy 10 лучших кровососов всех времён Сантанико заняла 5-е место.

### В искусстве
Сантанико, в исполнении Сальмы Хайек, присутствует в клипе «She’s Just Killing Me» группы ZZ Top. Постер к фильму рисовал Френк Фразетта